# محکوم (مجموعه تلویزیونی ۲۰۲۱)
محکوم (لهستانی: Skazana) یک مجموعهٔ تلویزیونی جنایی-درام لهستانی است که در سال ۲۰۲۱ منتشر شد.

## گزیدهٔ بازیگران
- آگاتا کولشا
- بارتوئومیئی توپا
- میخاو چرنتسکی
- مارتینا بیچکوفسکا
- آلکساندرا آدامسکا
- مارتا مالیکوفسکا
- توماش شوخارت
- مارتا شچیسوویچ
- ناتالیا شیکورا
- داوید زاوادزکی
- آدام ورونوویچ
- گابریلا موسکاوا
- لشک لیخوتا
- وویچیخ کالاروس
- مونیکا اوبارا
- باربارا کوژای
- یان یانکوفسکی